# Караван-сарай

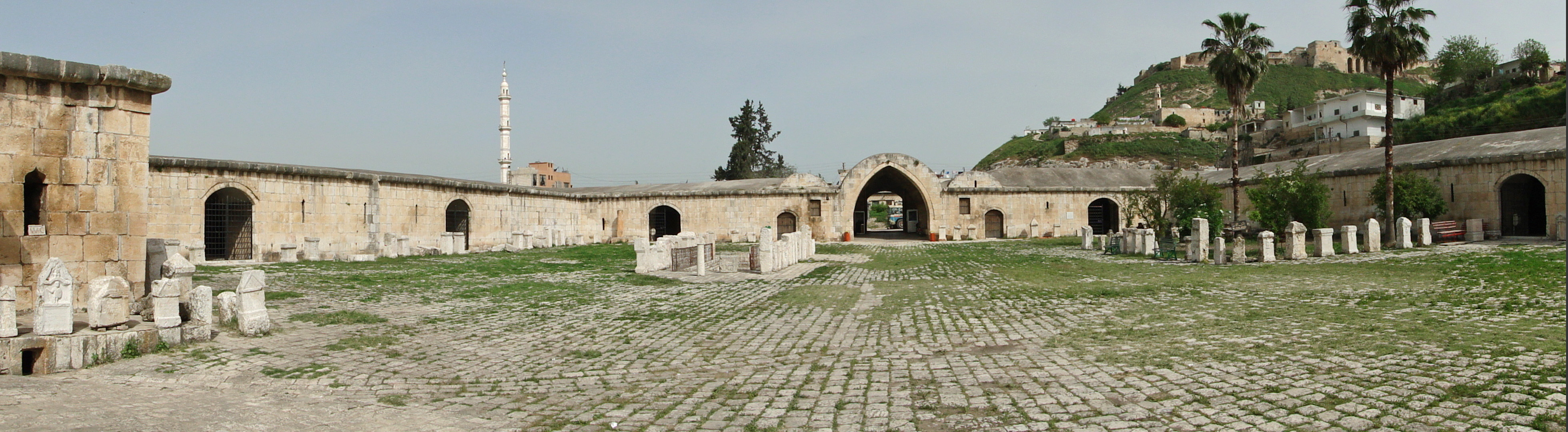
Караван-сарай Калъат-эль-Мудик, в Северной Сирии

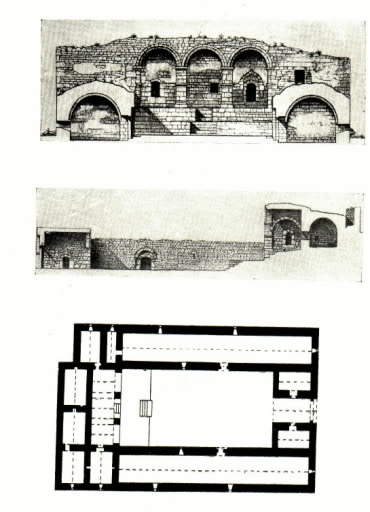
Каргабазар (караван-сарай) на территории современного Азербайджана (1681)

Карава́н-сара́й, караван-серай (перс. کاروانسرای‎ [kārvānsarāy] — постоялый двор для караванов на торговом пути, дом отдыха), а также хан (от перс. خان‎ [xān], откуда и осман. خان ‎ [han]), масри وكالة [wikala], араб. فندق‎ [funduq], откуда вен. и итал. fundaco в Венеции) — большое общественное строение на Ближнем и Среднем Востоке и в Средней Азии, в городах, на дорогах и в ненаселённых местах, служащее кровом и стоянкой для путешественников, как правило — для торговых караванов.

## Строение
Караван-сарай бывает двух видов: открытый и закрытый. Закрытый вид в основном строился вдоль караванных путей, хотя часто такой вид встречался и в городах. Стены представляли возможность отбить нападение и выдержать недолгую осаду. Имеет квадратное или прямоугольное построение в основном с открытым двором и колодцем посередине двора. Внутри находились комнаты для проживания и складские помещения для товара. В обязательном порядке присутствовал загон для вьючных животных. Встречались одно- и двухэтажные караван-сараи. В двухэтажных на втором этаже располагались жилые помещения, а на первом — склады и загоны для животных.

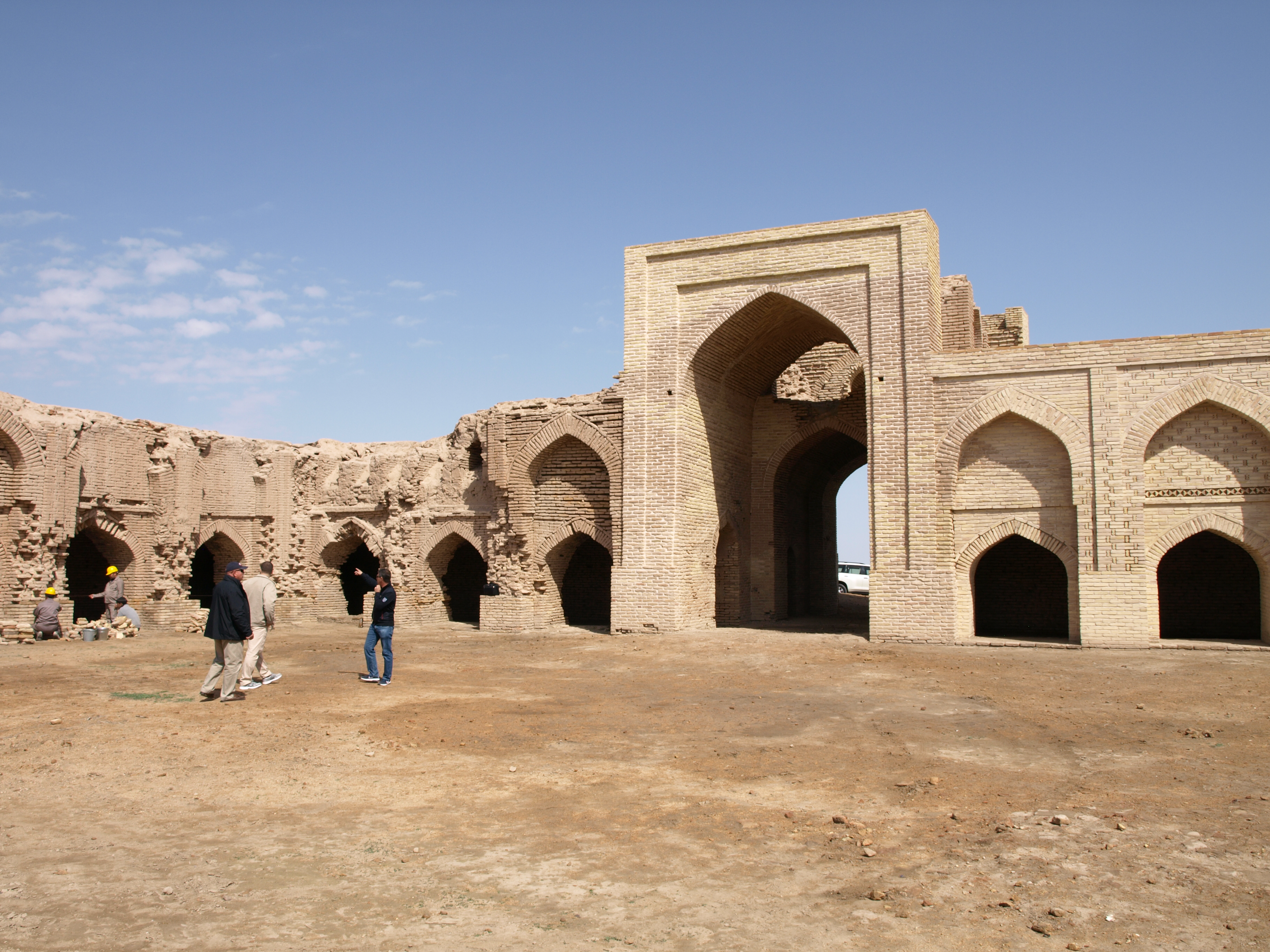
Каравансарай Дая-Хатын, Туркменистан

Исследователям удалось выявить классические черты караван-сарая стран Переднего Востока. Так, назначение караван-сараев определило особенности плана, ставшего традиционным и получившего широкое распространение в строительстве стран Переднего Востока. Некоторое количество «стандартных», сравнительно небольших изолированных ячеек, расположенных в один либо два яруса в зависимости от размера сооружения, соединялось в едином квадратном или прямоугольном в плане комплексе с двором посередине. Каждая ячейка, как правило, состояла из одного или двух помещений. В замкнутый двор выходили двери ячеек, складского помещения, конюшен или коновязей, здесь же находился большой колодец или бассейн (хауз). Складское помещение обычно находилось в глубине, было покрыто куполом, камера помещения освещалась только через входной проём или очень небольшие окна. Во двор была обращена передняя комната с небольшим айваном, обычно перекрытым стрельчатым сводом. В передней комнате располагался глава караван-сарая и главные лица прибывшего каравана.
Приёмами организации внутреннего пространства городские караван-сараи не отличались от придорожных, но внешний облик последних более усвоил черты оборонительных сооружений, в которые они нередко превращались. Независимо от того, предназначались придорожные караван-сараи для кратковременных привалов или длительных остановок, своей архитектурой они напоминали замки, способные служить убежищем: мощные, лишённые проёмов стены, массивные башнеобразные выступы на стенах, хорошо укреплённые ворота. Впрочем, даже такой караван-сарай не в состоянии выдержать удар профессионального войска, хотя может отразить набег банд грабителей и разбойников. В безводных местностях караван-сараи, как правило, обладали своими собственными полуподземными водохранилищами: на Ближнем Востоке — овданами, в Средней Азии — сардоба.

## Условия проживания
Иногда роскошно выстроенные, но без утвари, вследствие чего путешественники должны были иметь с собой постель и ковры, равно как и жизненные припасы для себя и своих животных. Часто имелась лишь вода, иногда привезённая издалека, с большими издержками. В крупных городах караван-сараи представляли собой полноценные подобия современных гостиниц, с предоставлением дополнительных услуг — питания (чайхана), бань, денежных обменных пунктов и тому подобных.

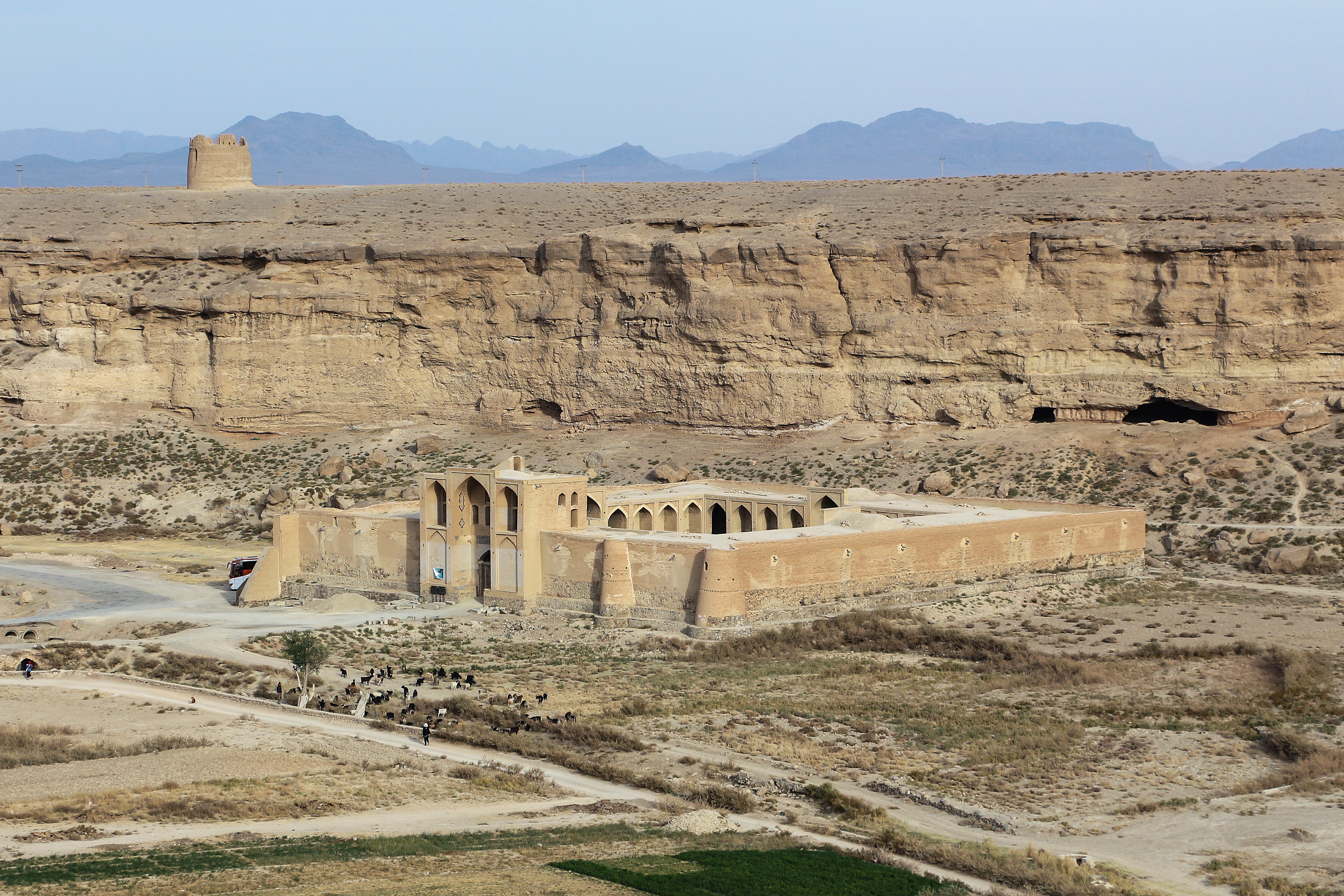
Караван-сарай Изед-Хаста, Остан Фарс, Иран
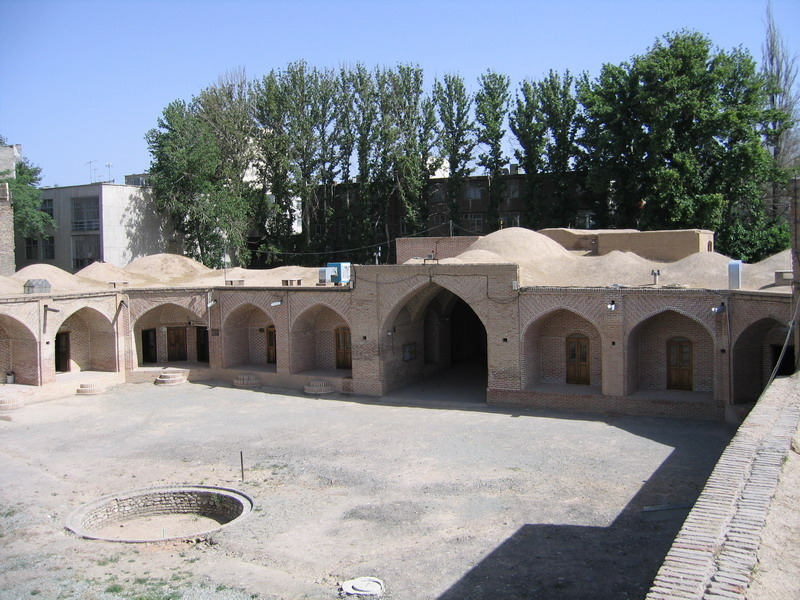
Караван-сарай, Кередж, Иран
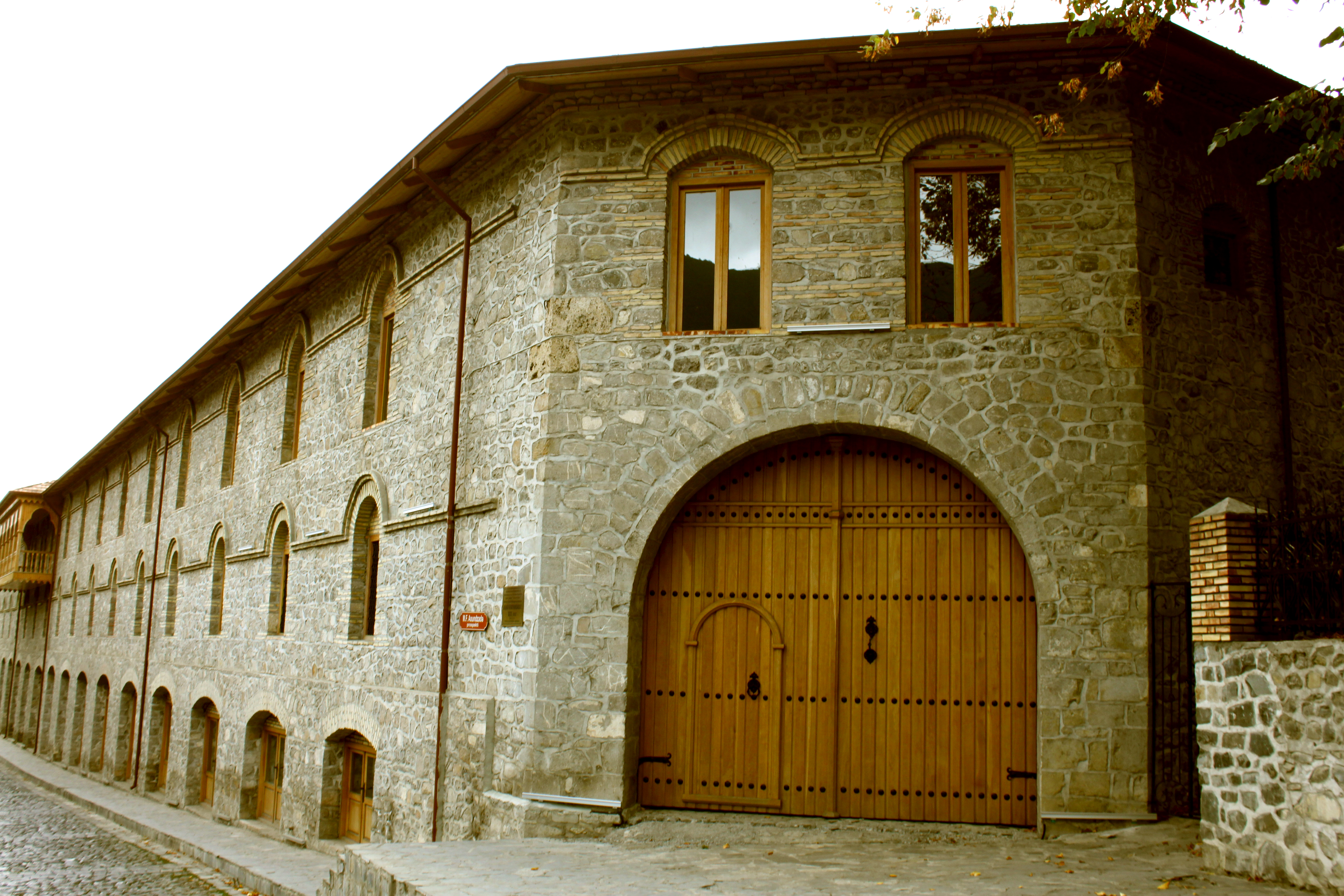
Нижний караван-сарай, Шеки, Азербайджан
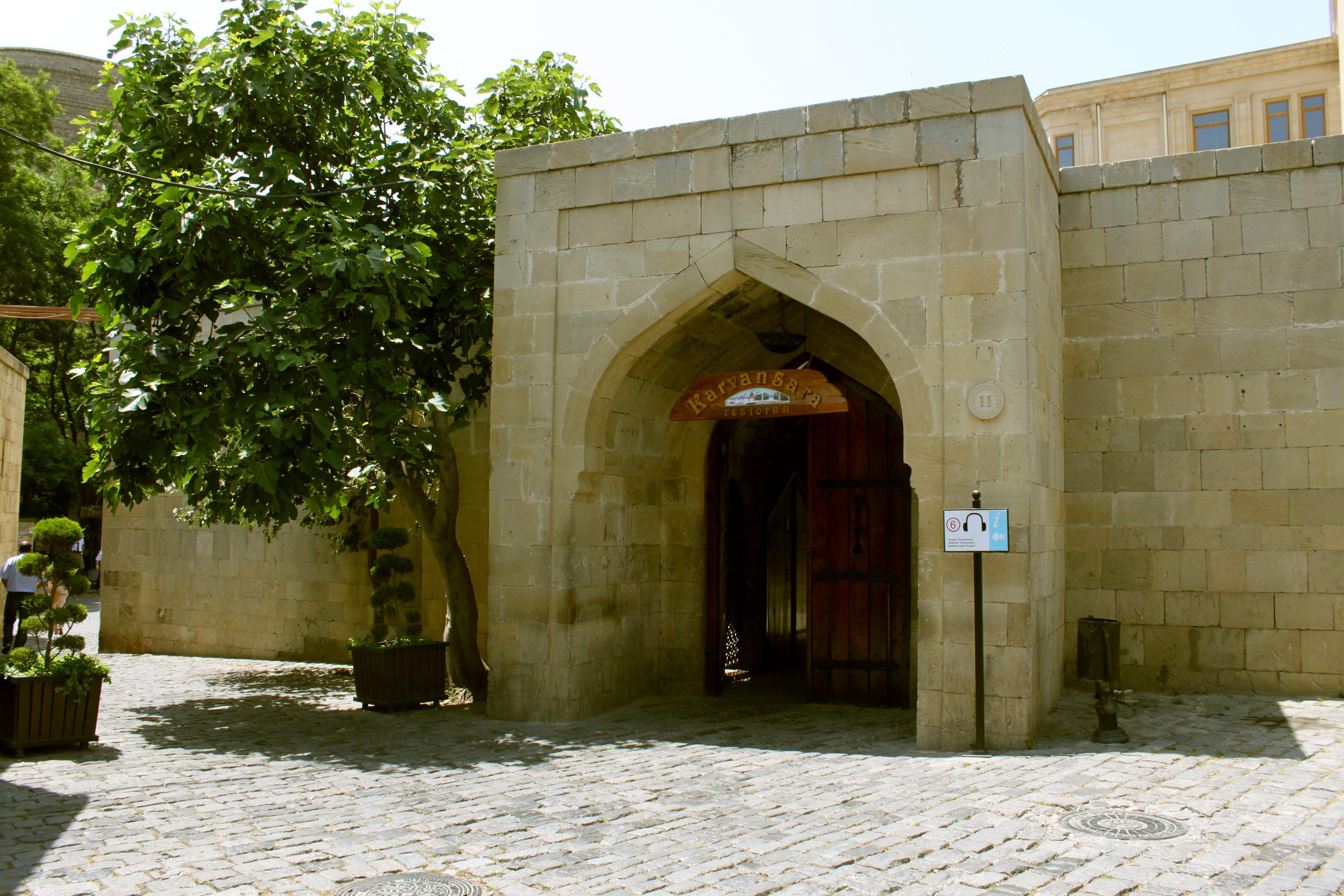
Бухарский караван-сарай, Ичери-шехер, Баку, Азербайджан
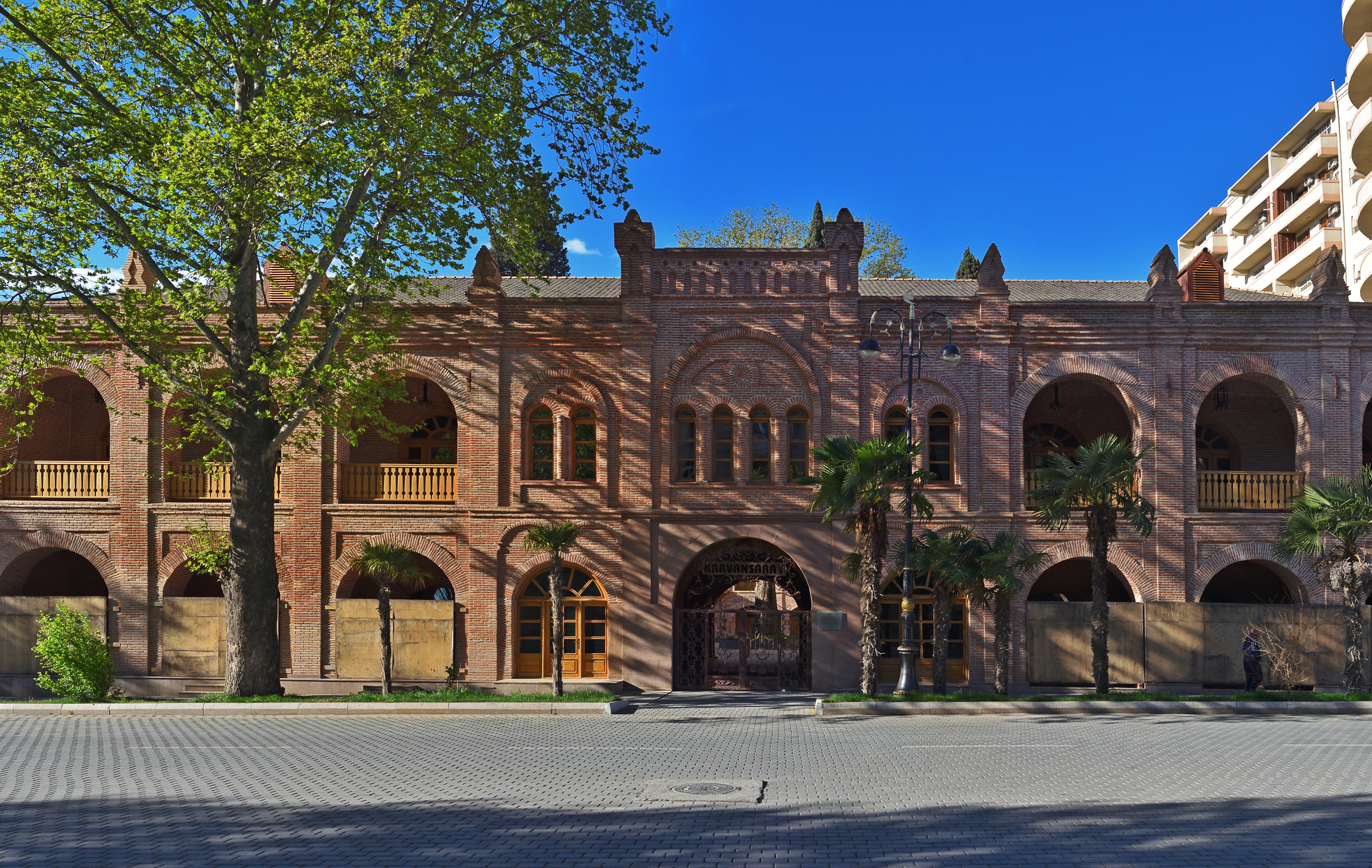
Караван-сарай Угурлу-бека, Гянджа, Азербайджан
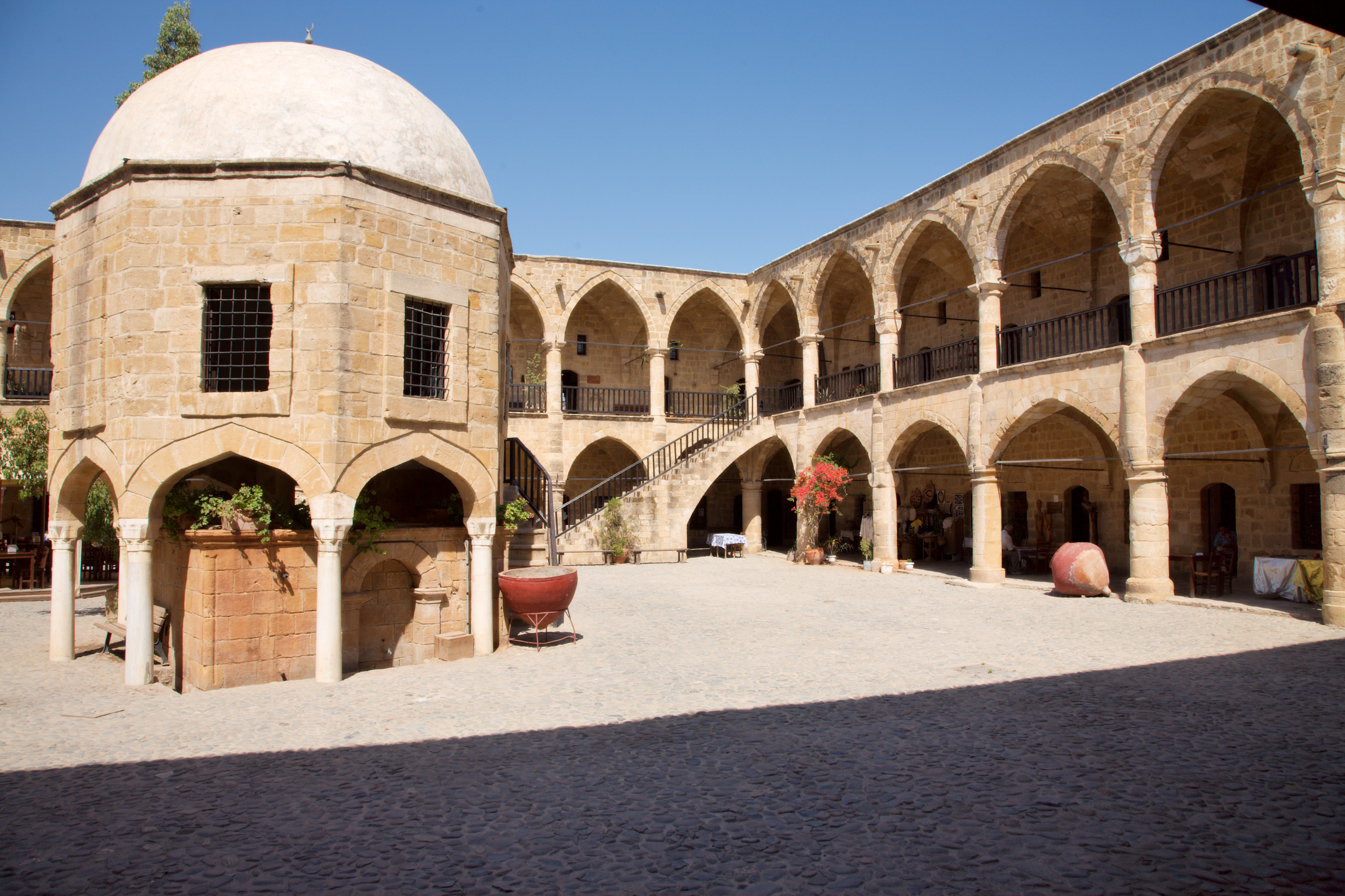
Буюк Хан, Никосия, Кипр
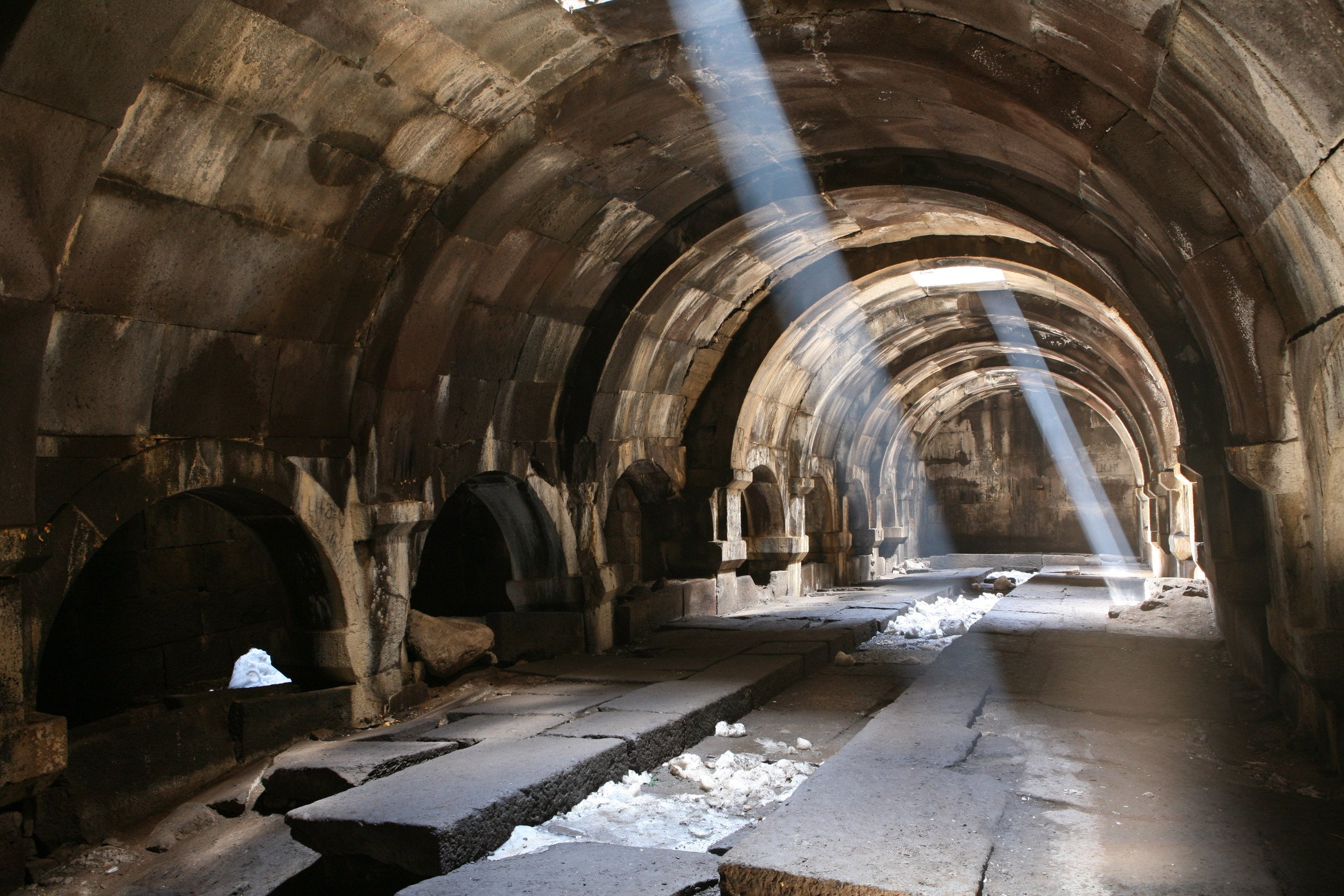
Внутри Селимского караван-сарая, Армения
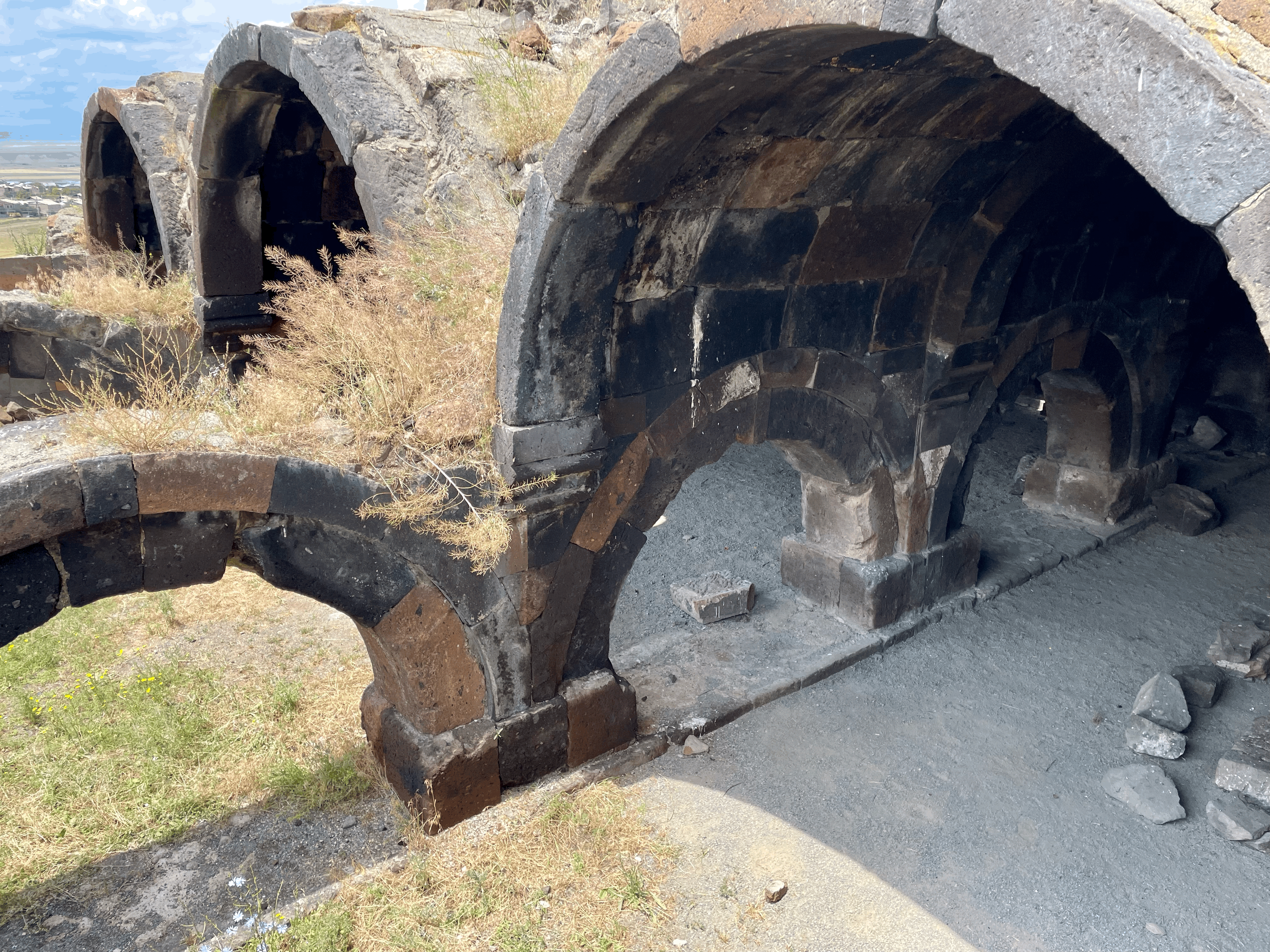
Останки караван-сарая, Джрапи[англ.], Армения
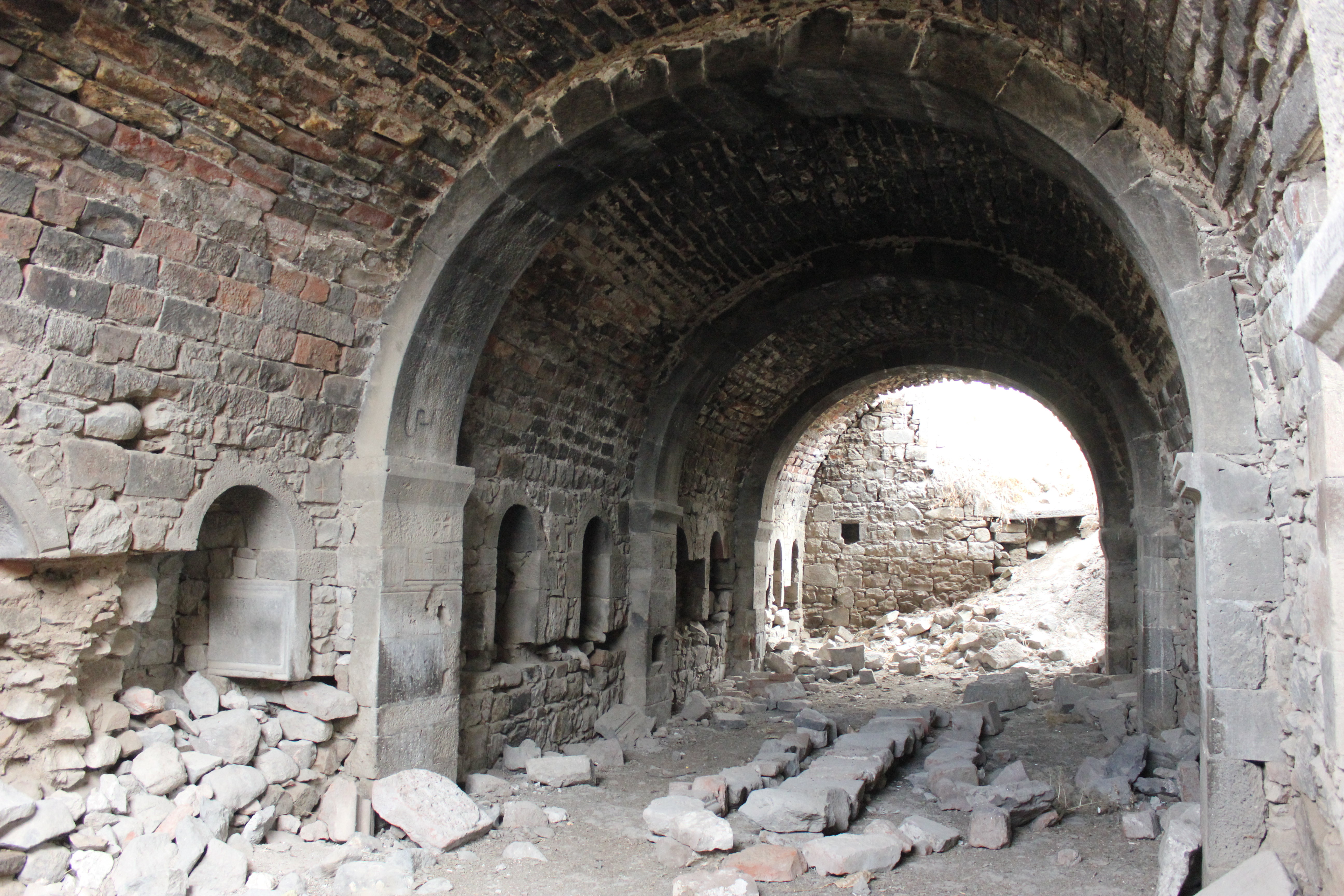
Караван-сарай, Авуц Тар, Армения
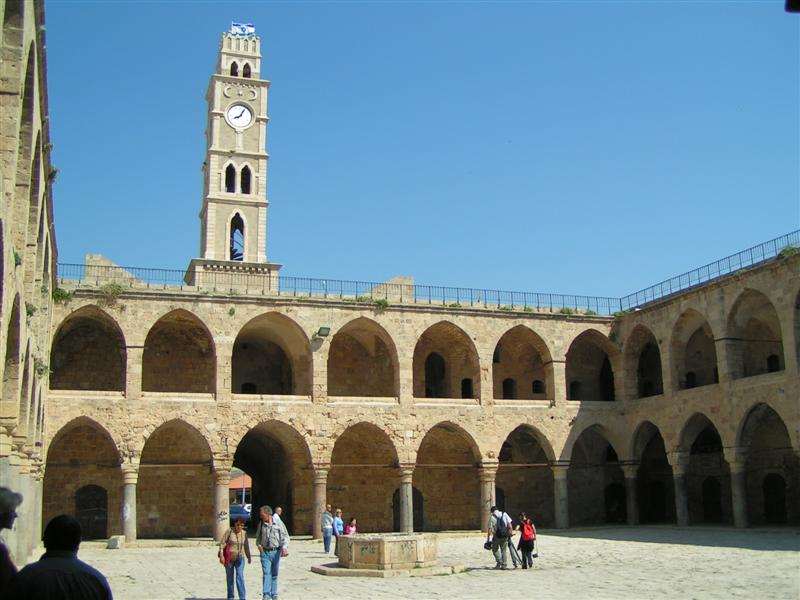
Хан Аль-Умдан, Акко, Израиль
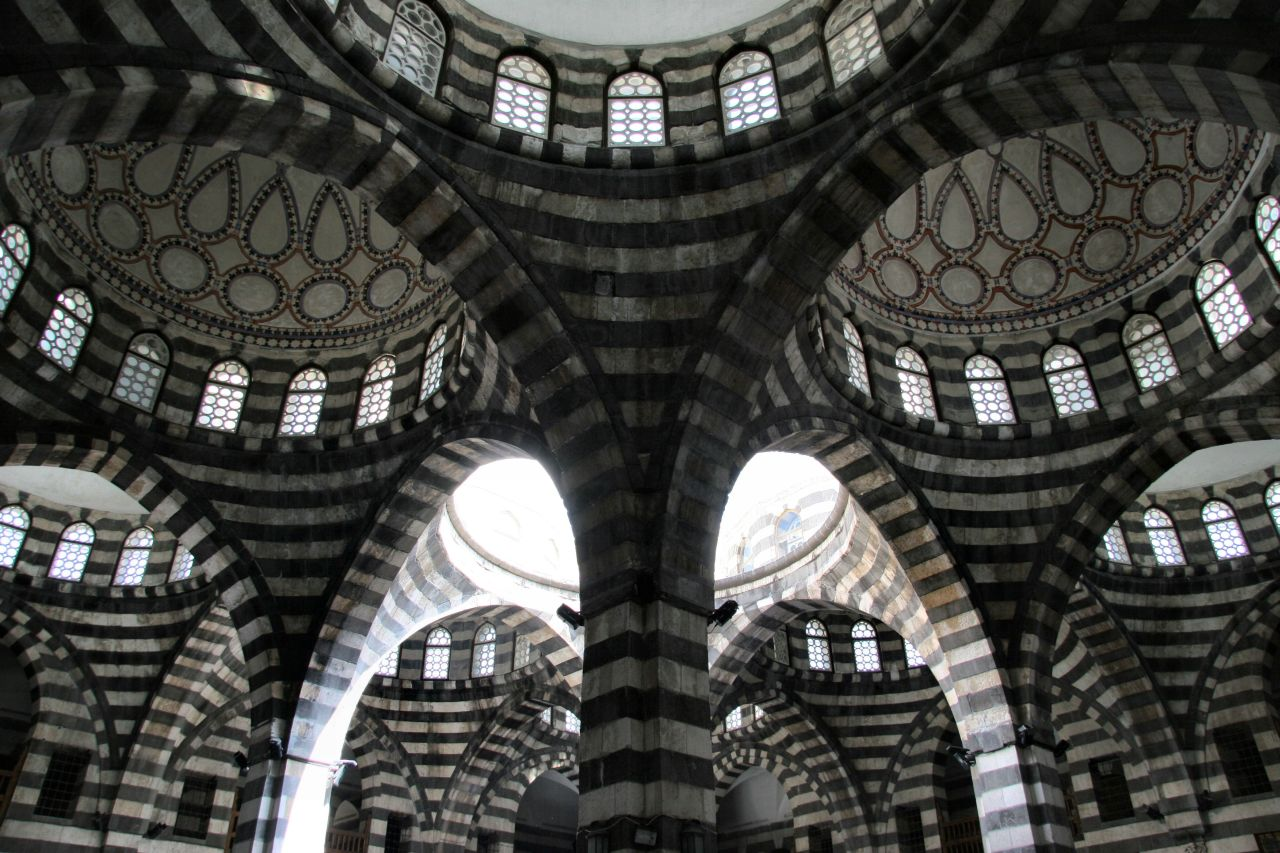
Хан Асад Паша, Дамаск, Сирия

## Оренбургский Караван-сарай

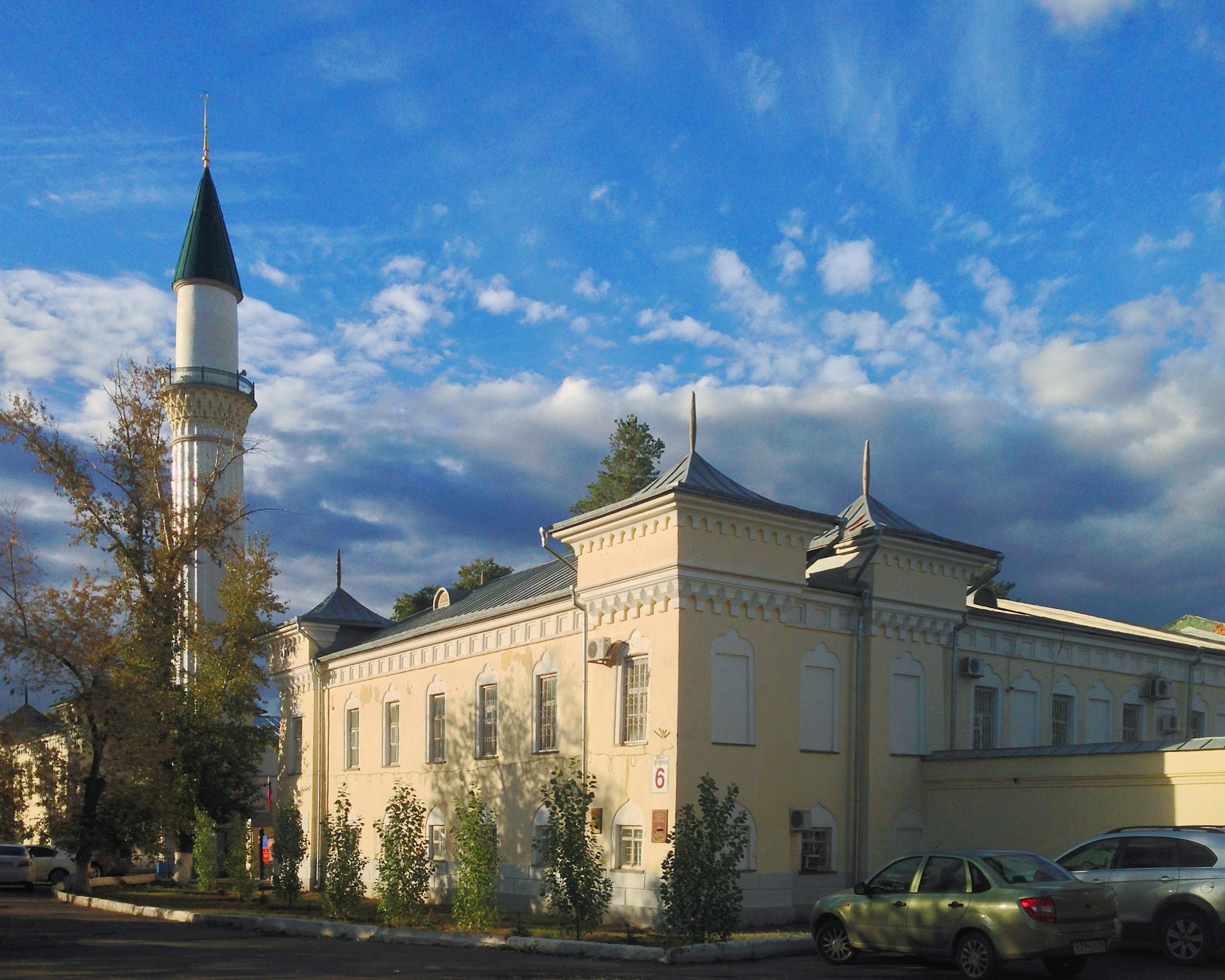
Оренбургский Караван-сарай (основной корпус)

«Караван-сарай» (баш. Каруанһарай) в Оренбурге, сооружённый в период с 1837 по 1846 годы, является памятником истории и культуры башкирского народа. Был построен башкирами на добровольные пожертвования для размещения канцелярии командующего башкиро-мещерякским войском, гостиницы для башкир, приезжавших в Оренбург «по своей надобности и по делам службы», мастерской и школы для башкир. Историко-архитектурный комплекс состоит из Башкирского народного дома и мечети. Оригинальный проект архитектора А. П. Брюллова был разработан как стилизация под традиционный башкирский аул: центральная доминанта ансамбля — восьмиугольная мечеть воспроизводила формы башкирской юрты.
25 мая 1994 года между Правительством РФ и Правительством Республики Башкортостан было подписано соглашение, по которому комплекс Караван-сарай в городе Оренбурге, включая здание мечети с земельным участком, стал объектом государственной собственности Республики Башкортостан на территории Российской Федерации.

## Шекинский караван-сарай

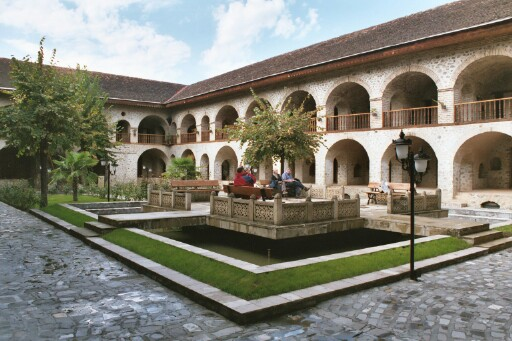
Караван-сарай в Шеки (Азербайджан)

Исторический комплекс «Караван-сарай» в азербайджанском городе Шеки представляет собой два караван-сарая, дошедших до наших дней и традиционно называемых «Юхары» и «Ашагы» караван-сарай, что в переводе с азербайджанского на русский язык означает «Верхний» и «Нижний» Караван-сараи. Строительство этих караван-сараев относится к XVIII—XIX векам нашей эры.

## Галерея

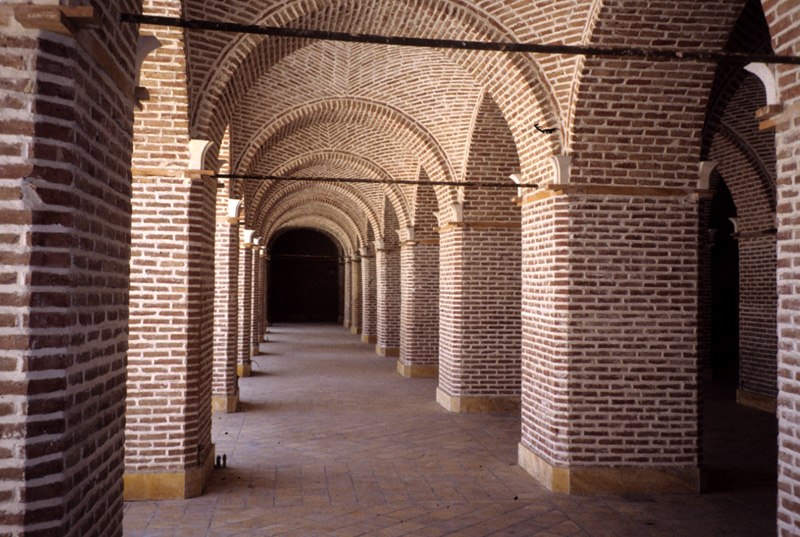
Интерьер караван-сарая Сад аль-Салтане в Казвине, Иран
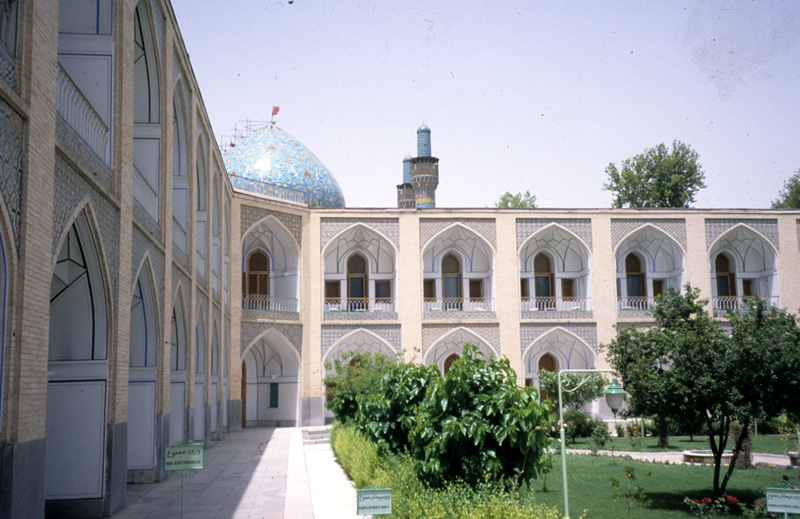
Караван-сарай Шаха Аббаса, теперь Аббаси Отель, в Исфахане, Иран. Вид со двора (сана)
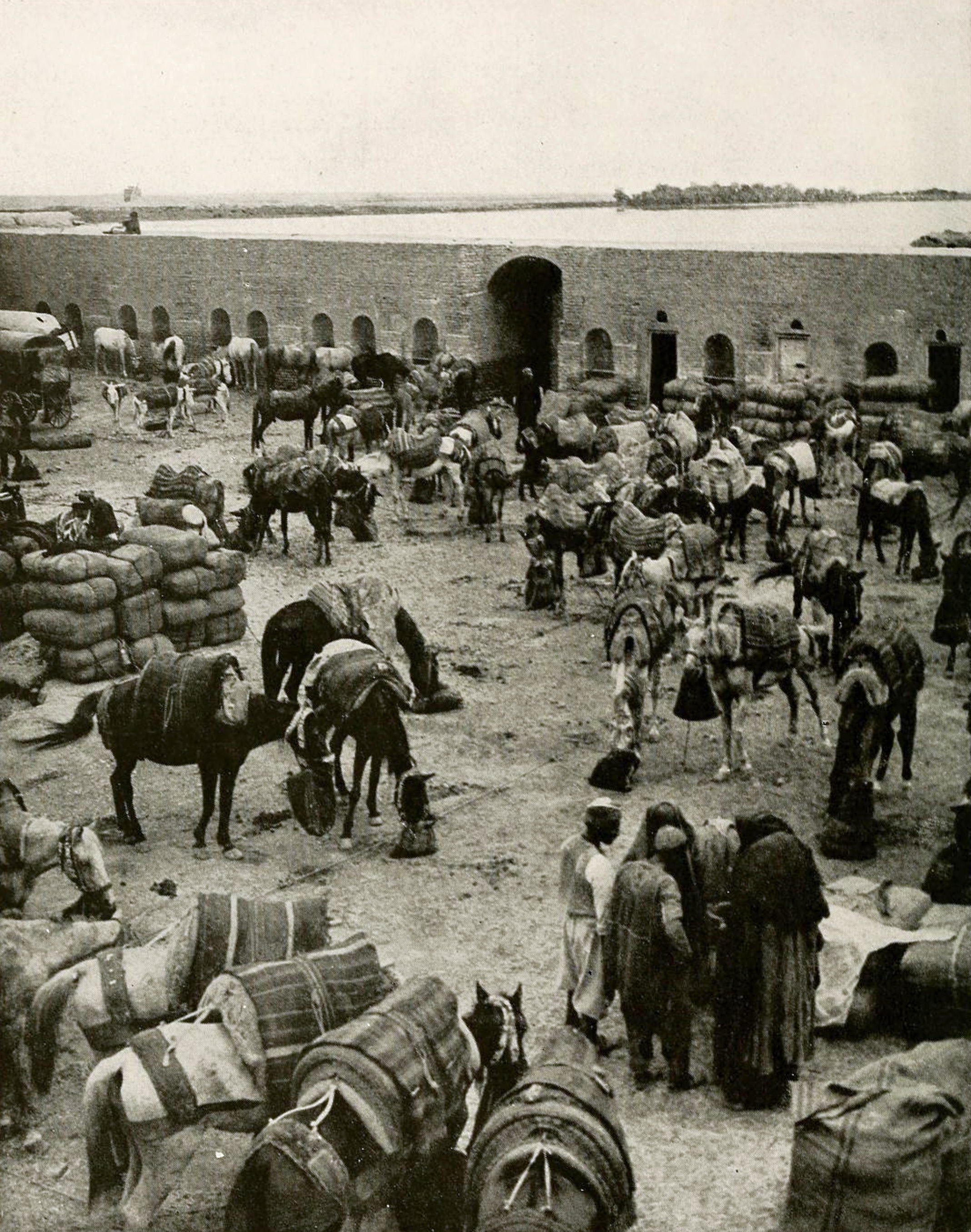
Караван-сарай в Эль-Фаллудже в использовании, около 1914
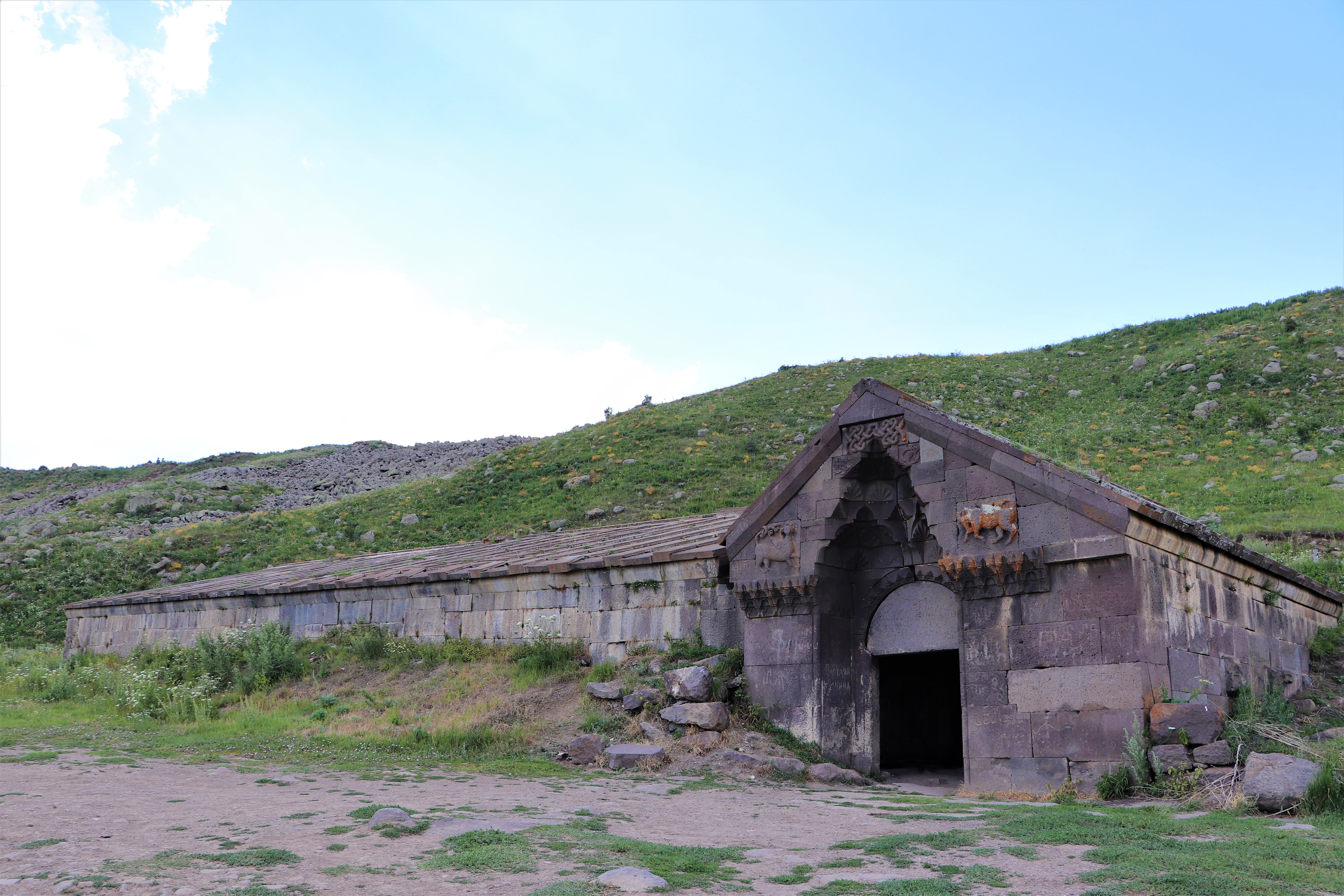
Иджеванатун Орбелянов, Армения
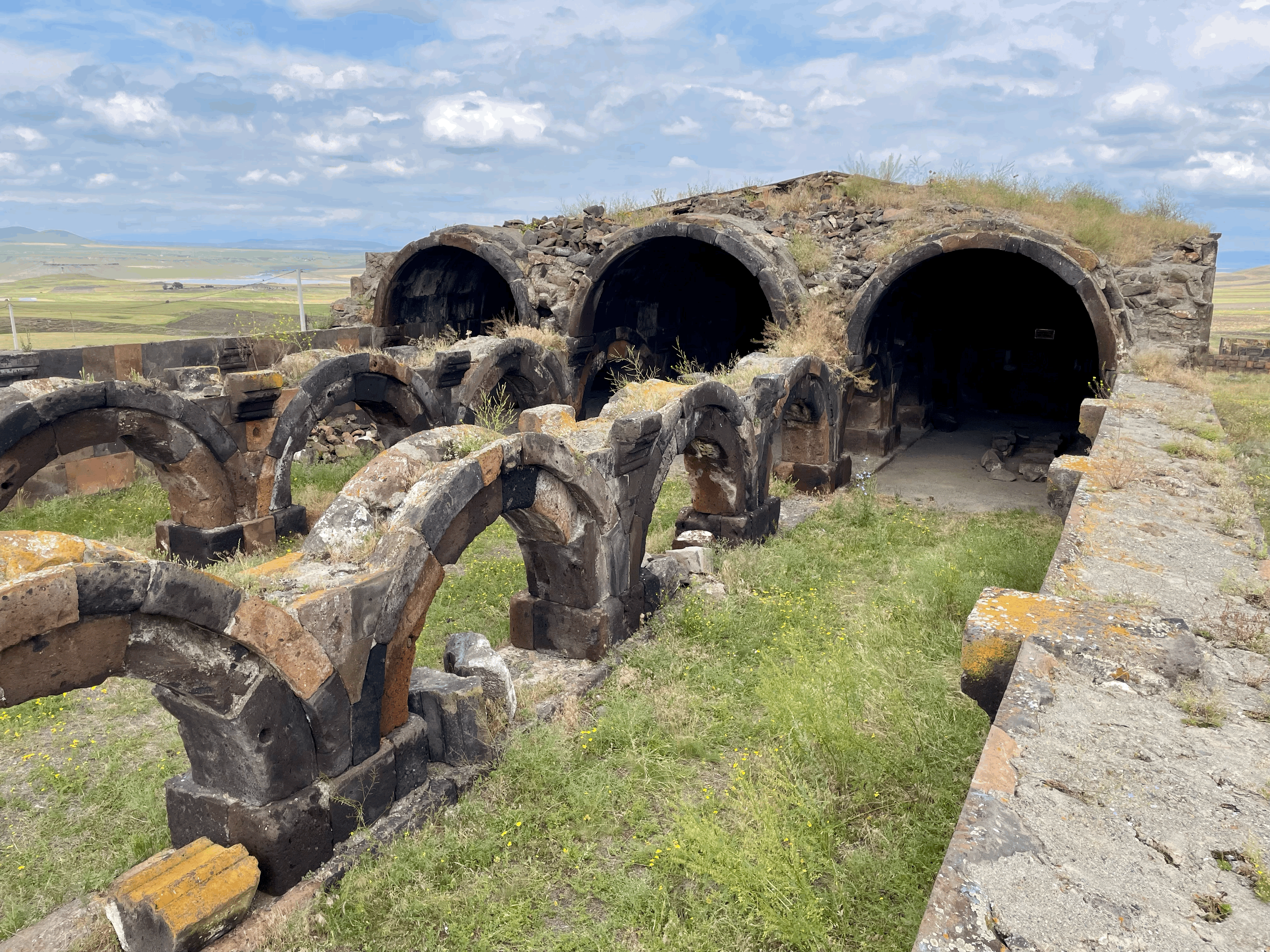
Останки караван-сарая, Джрапи[англ.], Армения
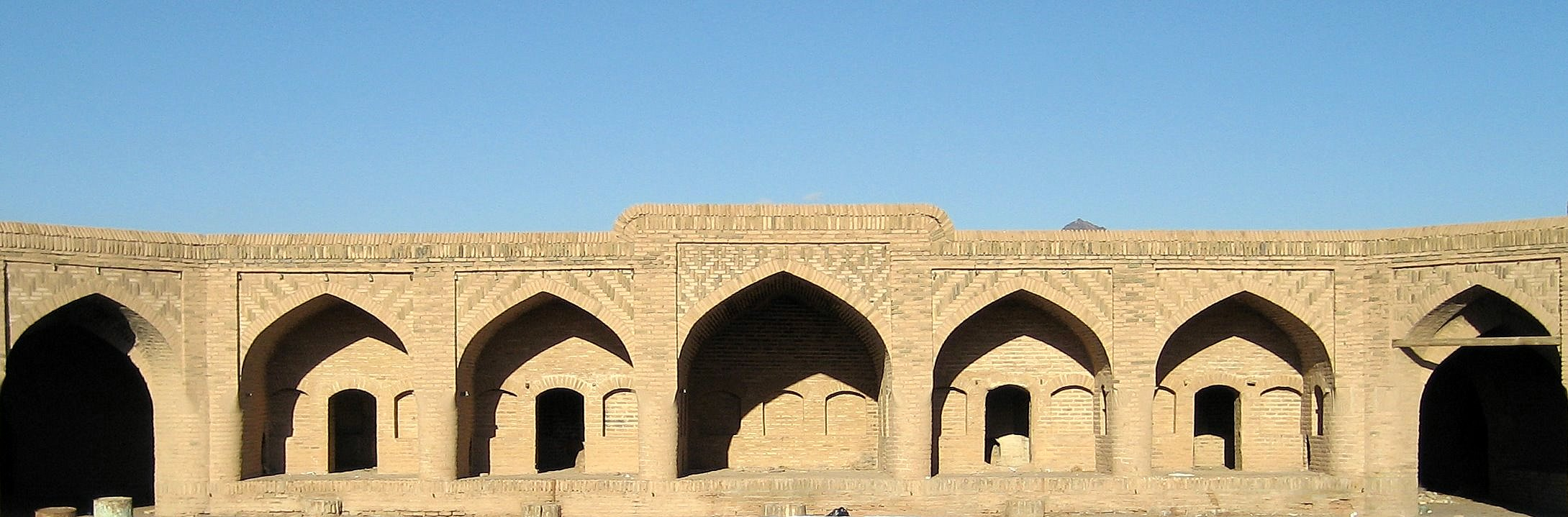
Заброшенный каравансарай в Неестанаке[англ.], Иран
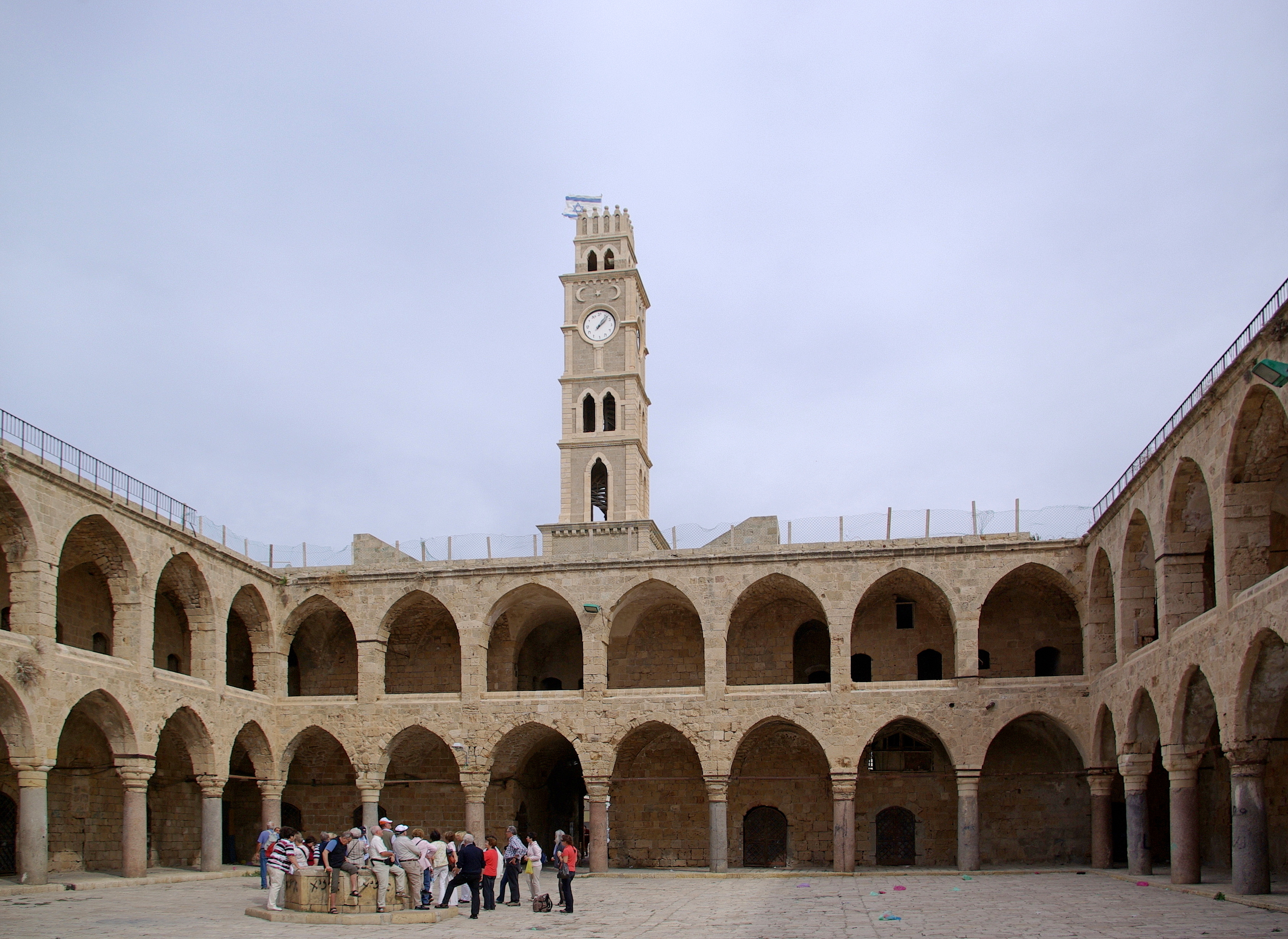
Хан аль-Умдан[англ.] в Акко, Израиль
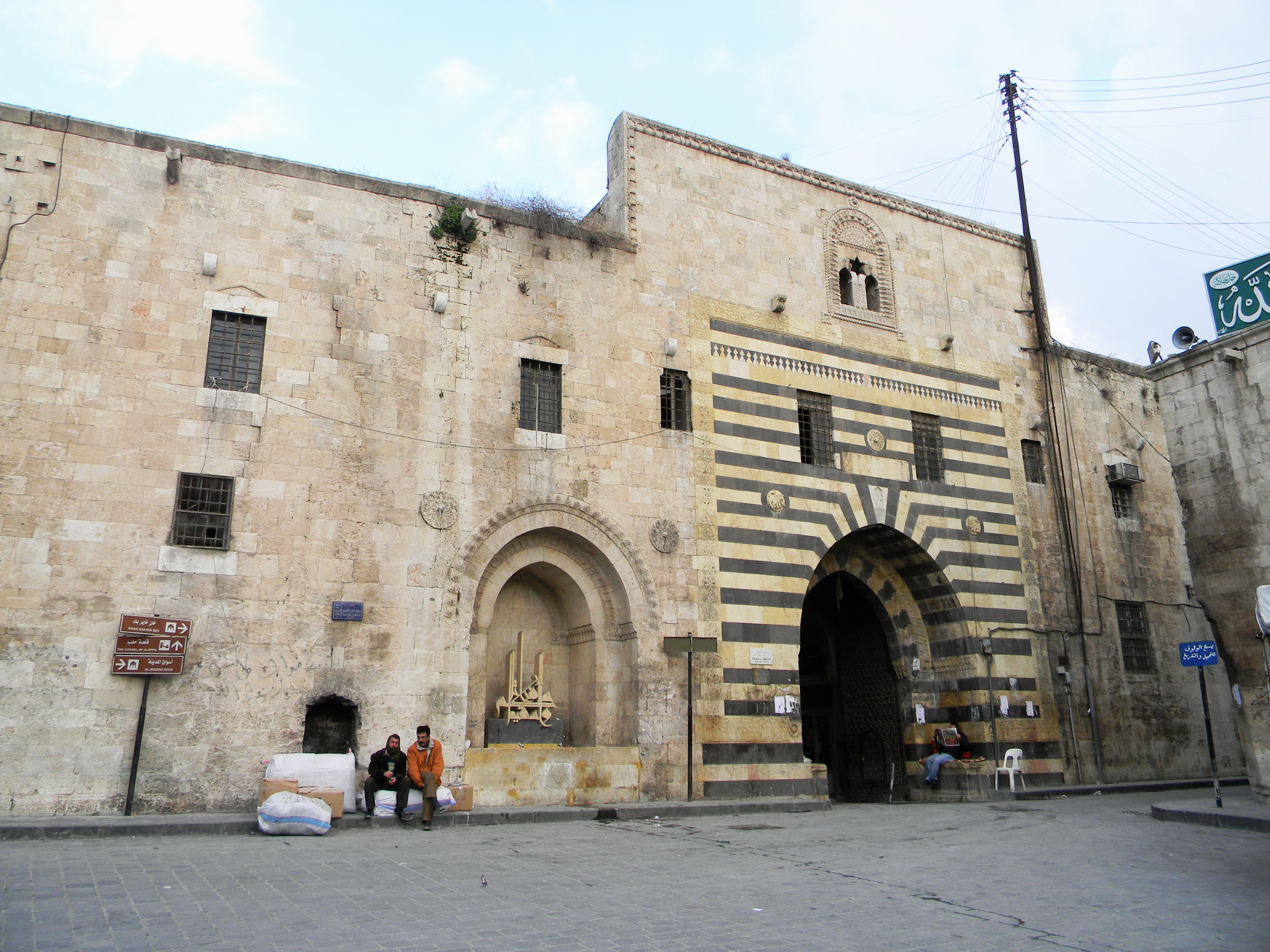
Хан ал-Вазир, Алеппо, Сирия
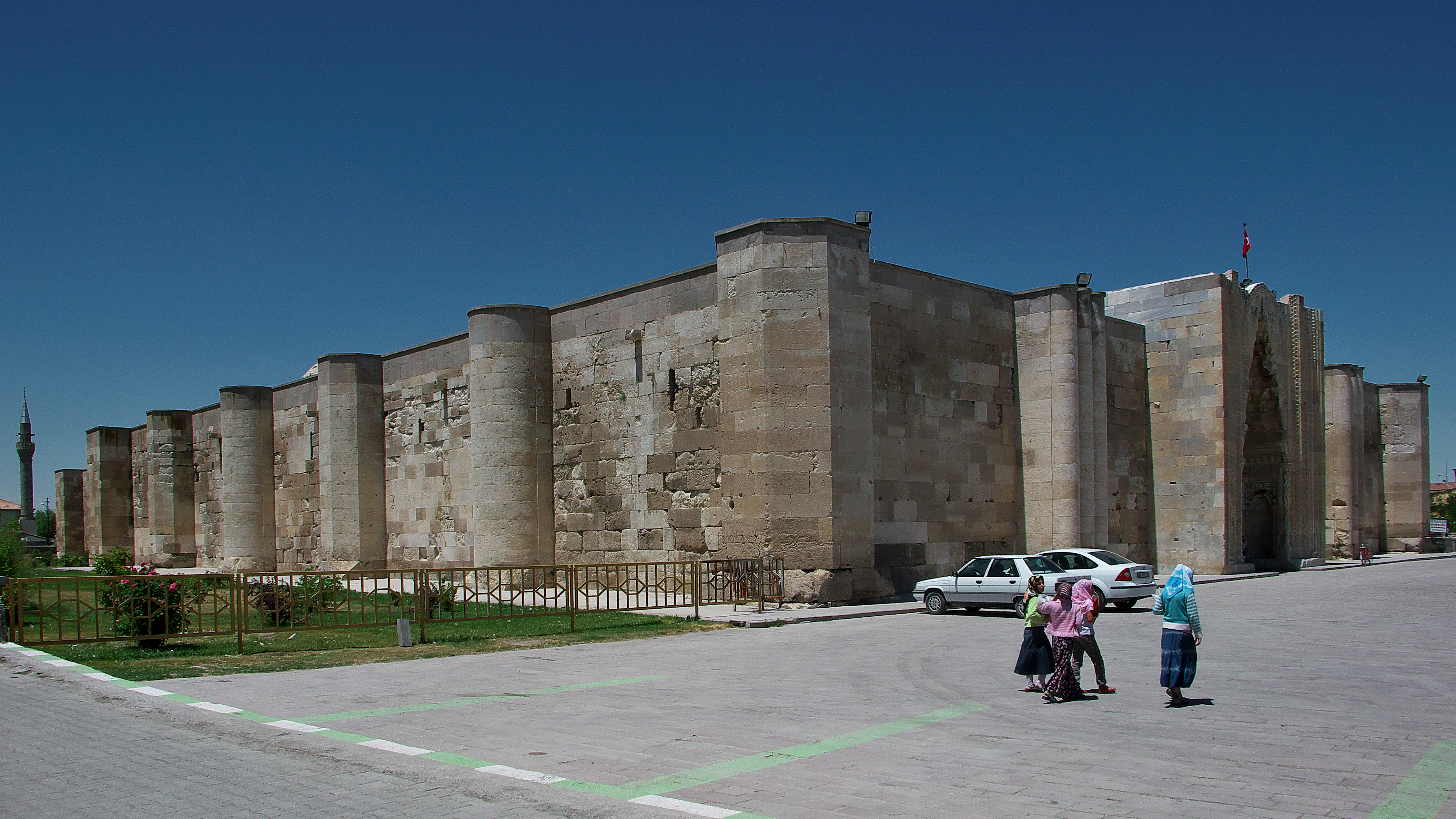
Каравансарай Султан Хан[англ.], Турция
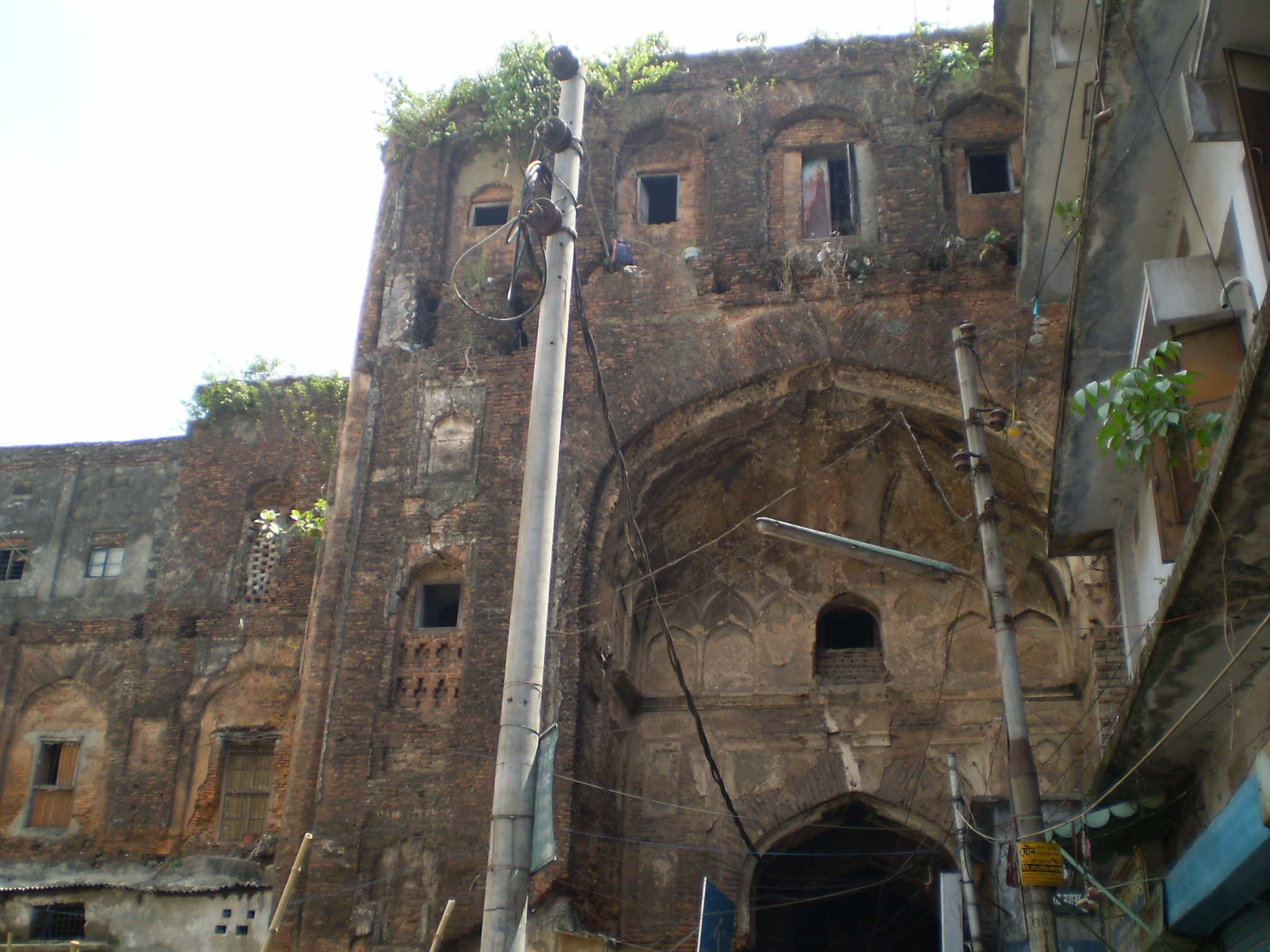
Руины Бара Катра[англ.] или Великий каравансарай в Дакке, Бангладеш; построенный могольским принцем Шах Шуджа
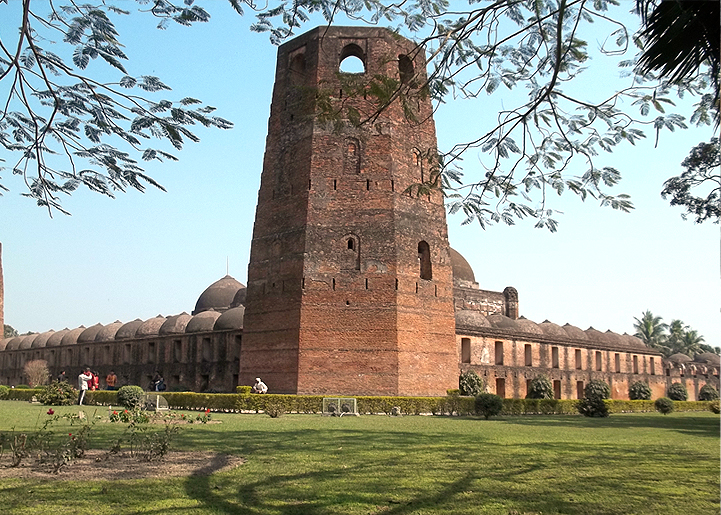
Мечеть Каравансарай[англ.] в Муршидабаде, Индия; построен навабом Муршидом Кули-ханом Бенгалии
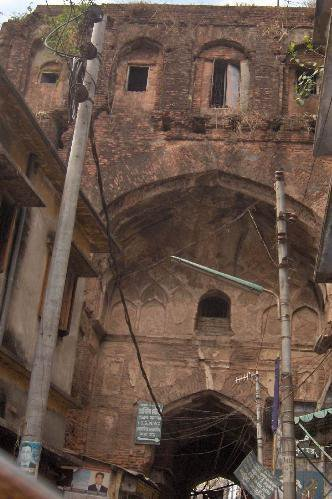
Руины караван-сарая Чото Катра[англ.] в Дакке, Бангладеш; построен вице-королём Моголов Шаиста-ханом
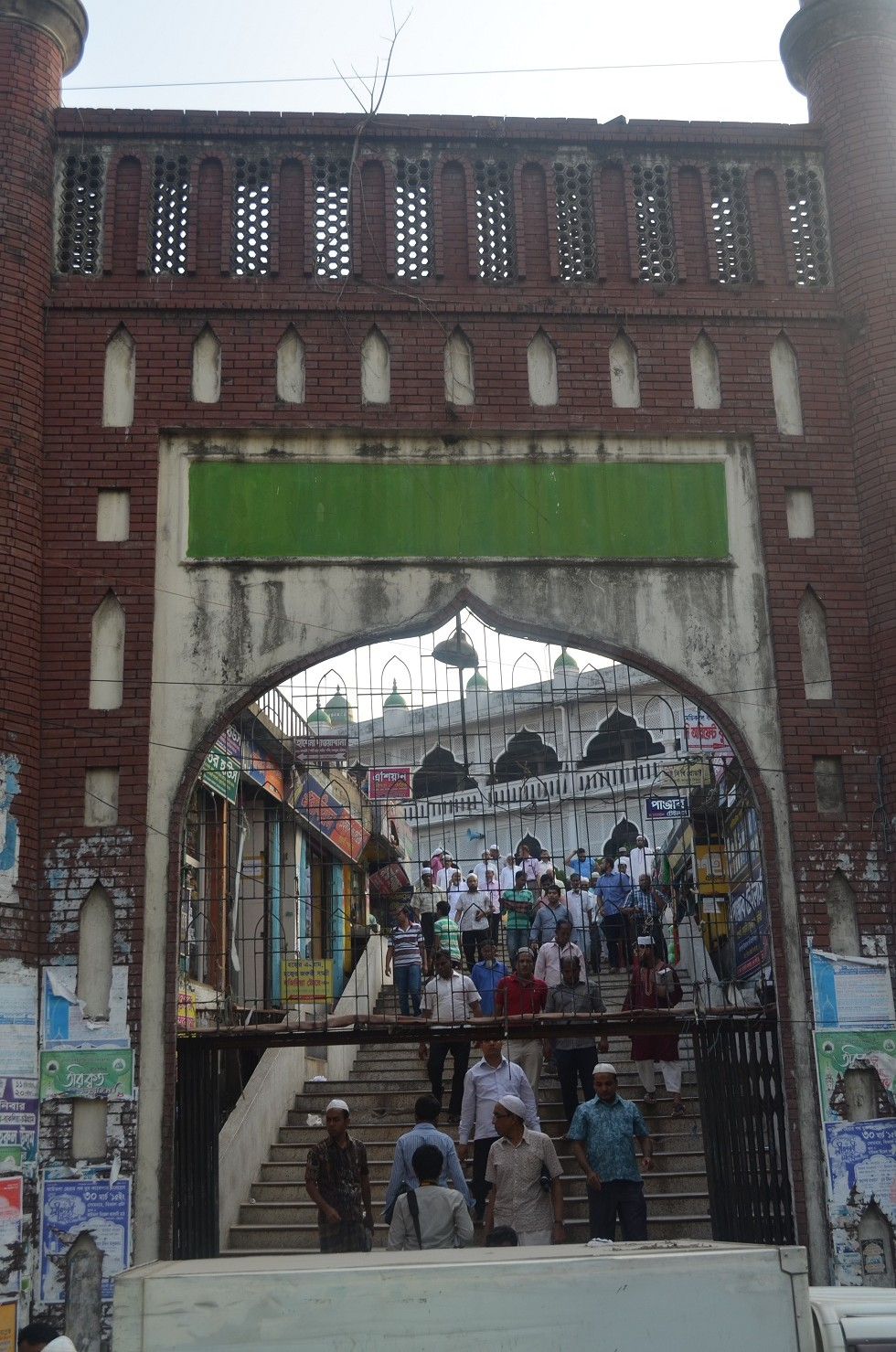
Вход в Андеркилла в Читтагонге, Бангладеш
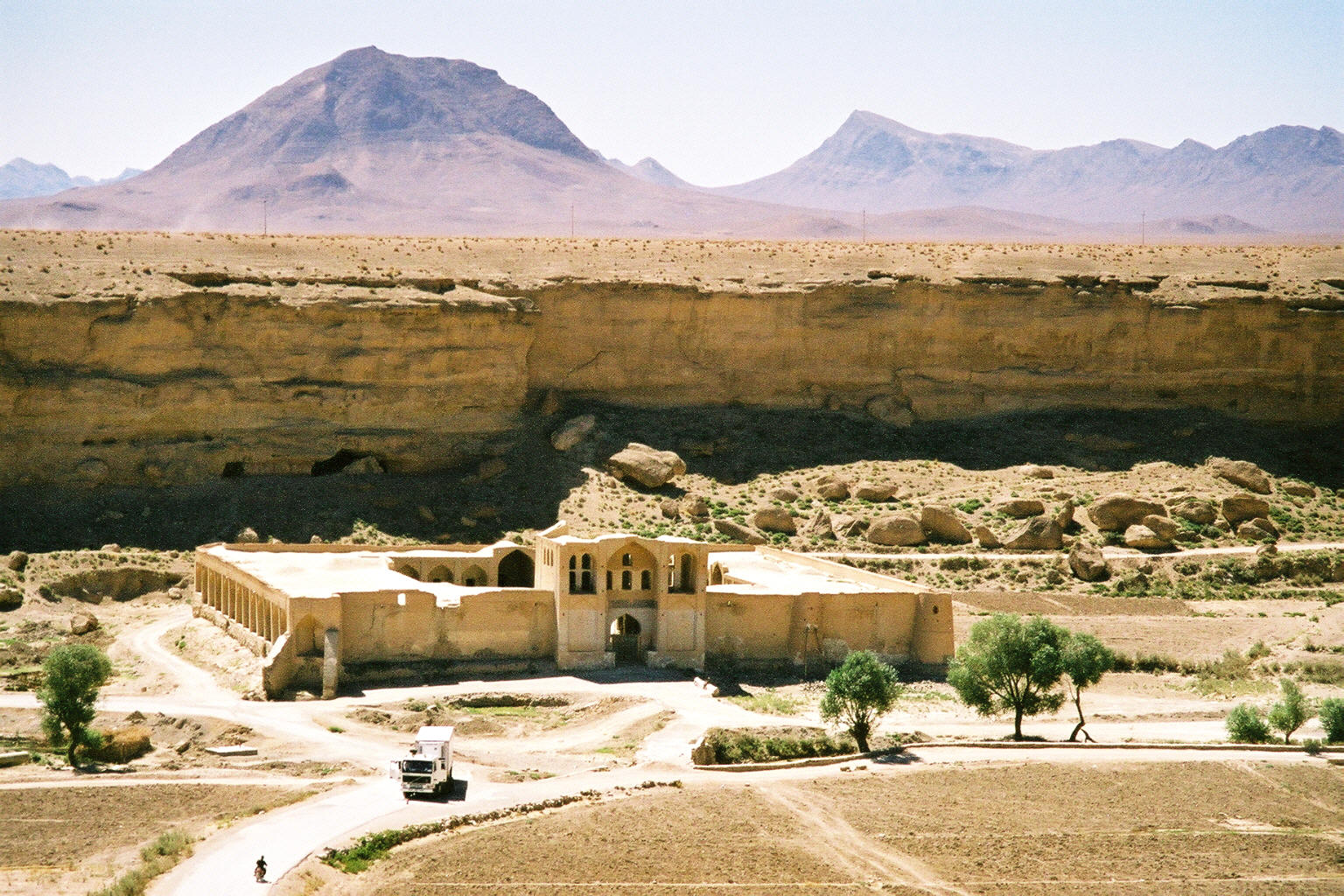
Каравансарай Изед-Хаста, Фарс (остан), Иран
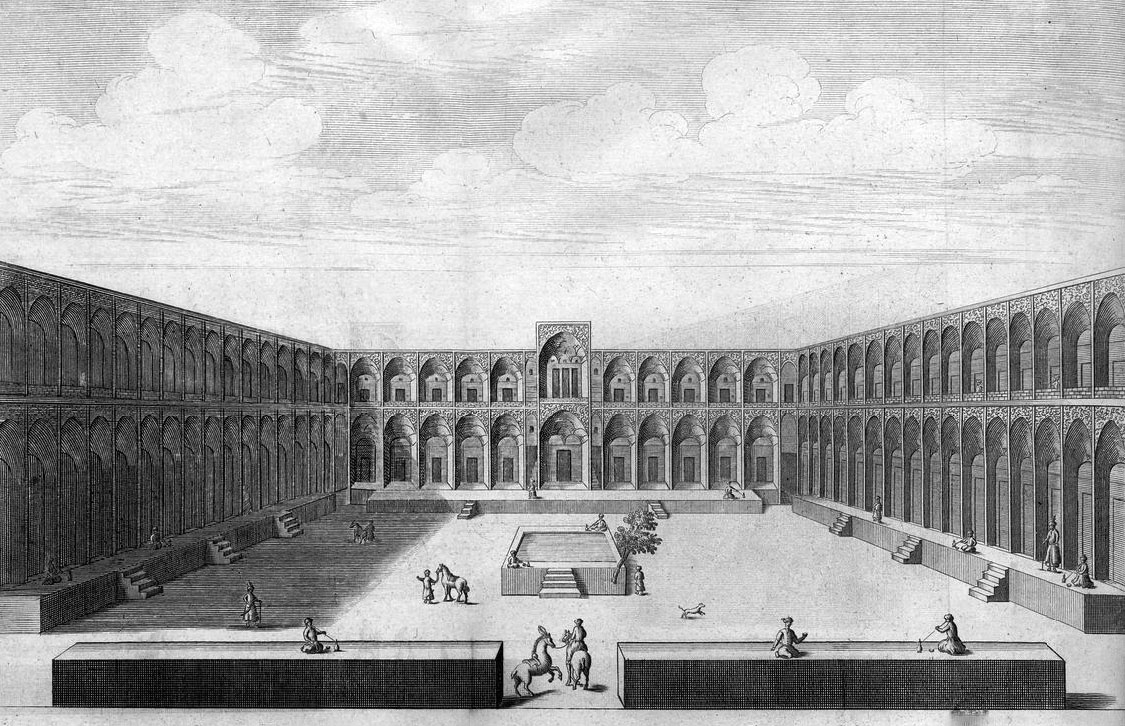
Иллюстрация караван-сарая в Кашане, Иран, Жан Шарден в 1723
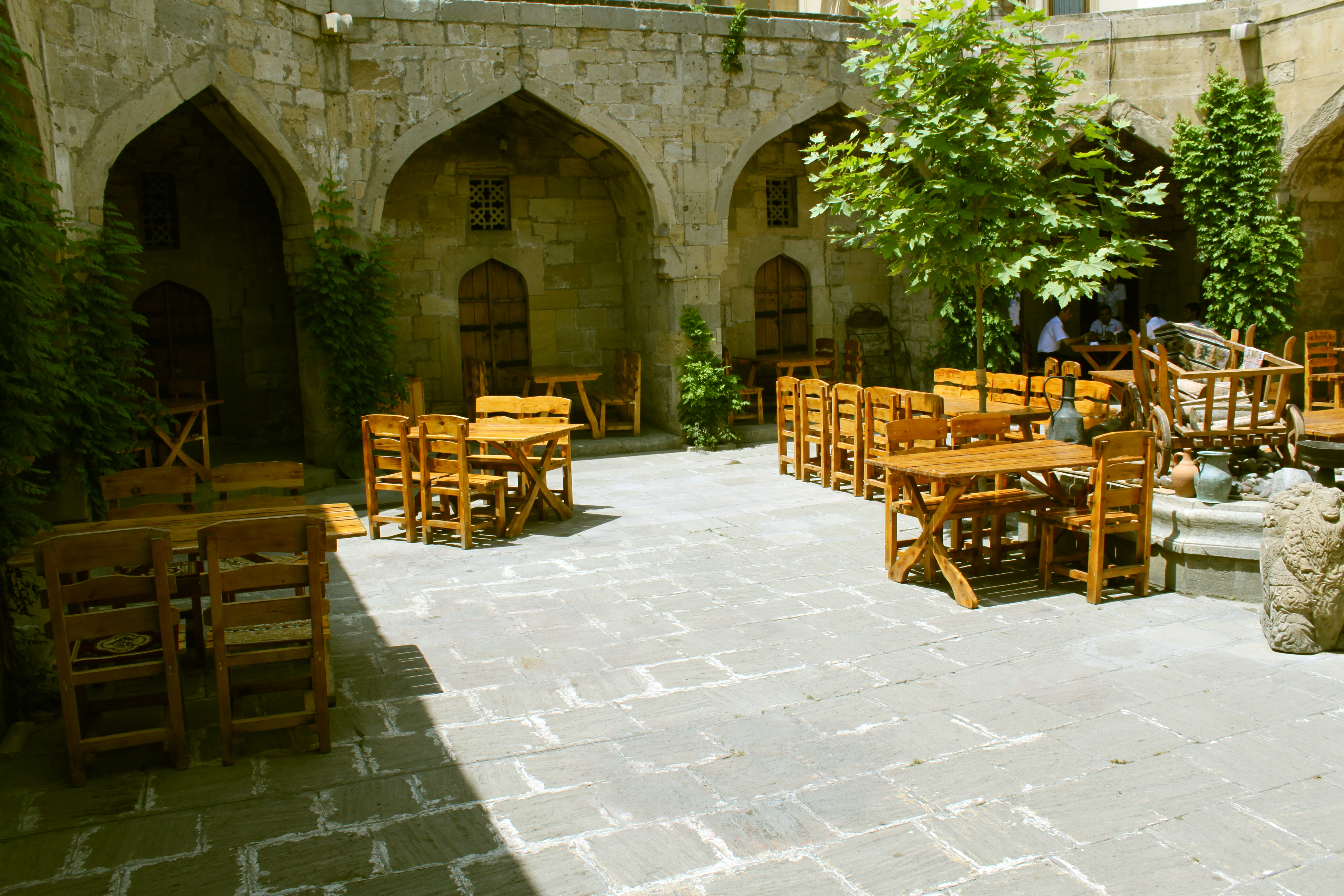
Караван-сарай Мултани, Азербайджан
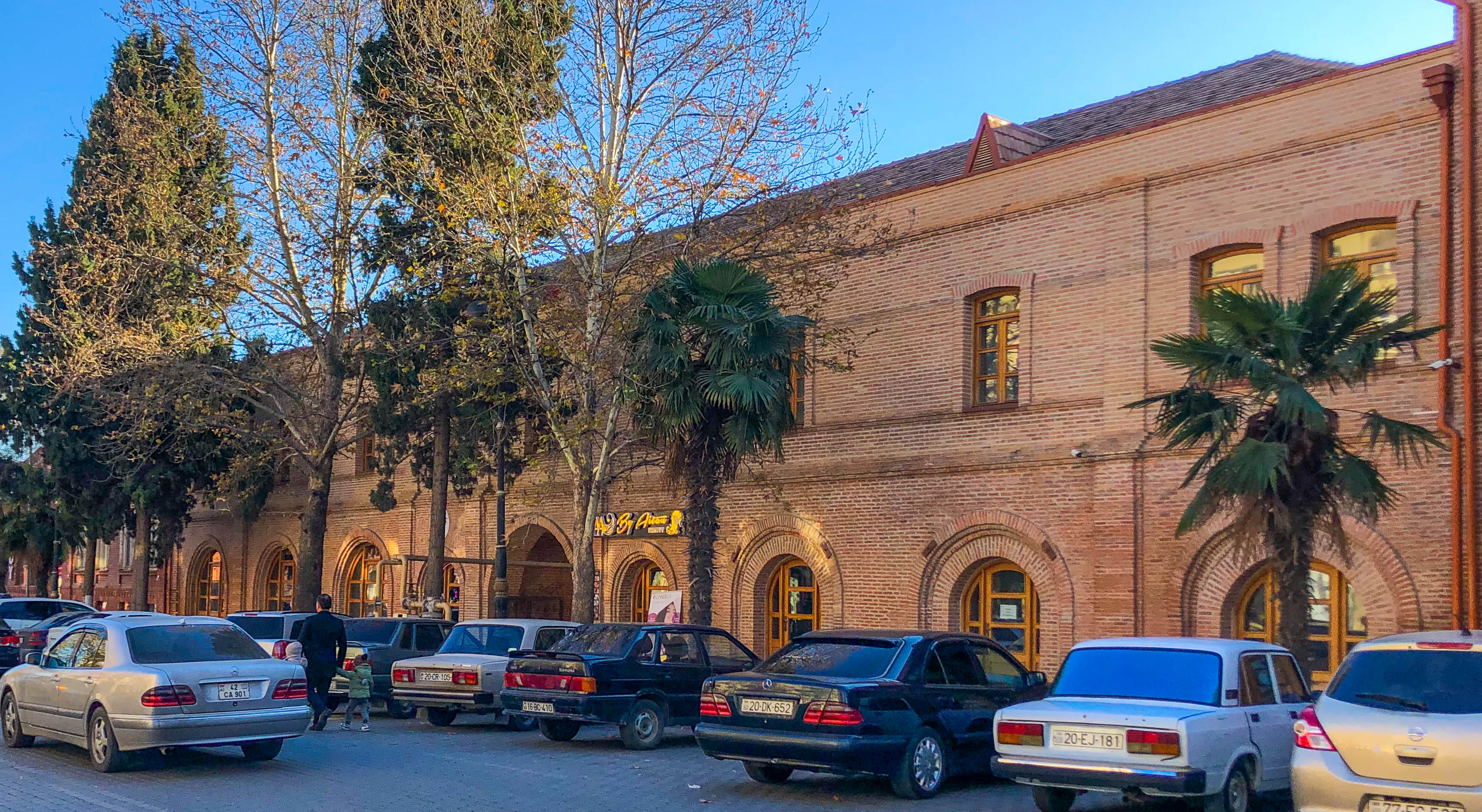
Караван-сарай Шаха Аббаса, Гянджа, Азербайджан
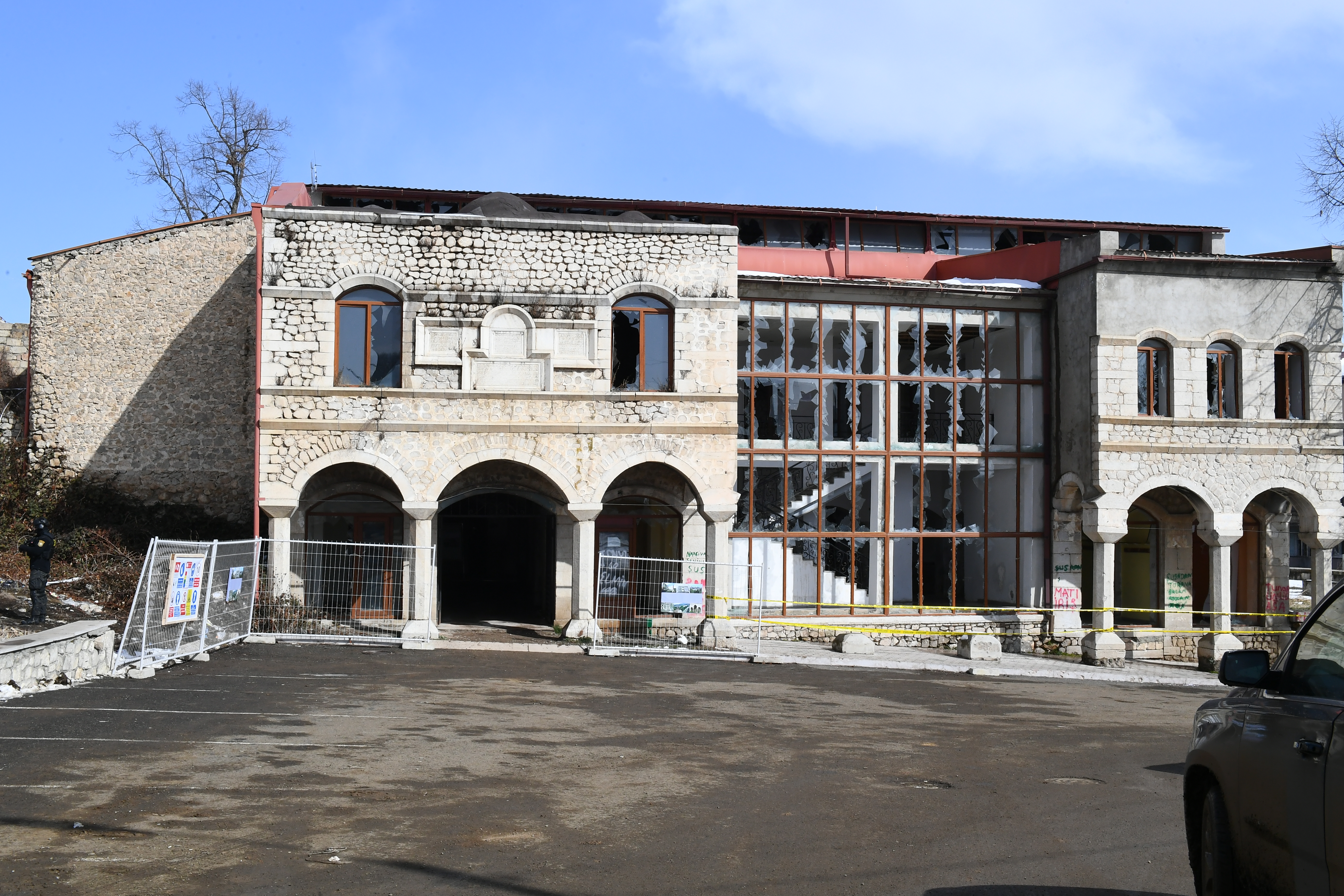
Двухэтажный караван-сарай Угурлу-бека, Шуша, Азербайджан
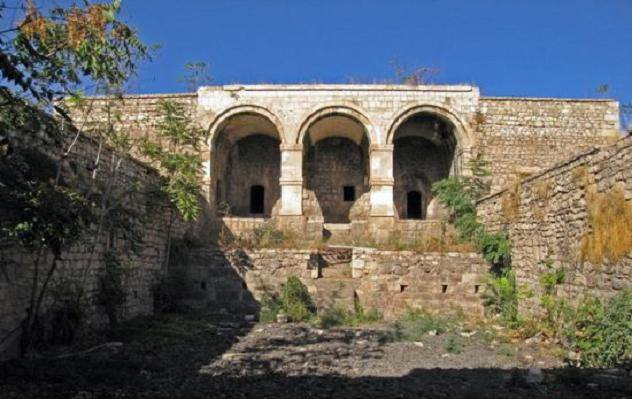
Караван-сарай Каргабазара, Каргабазар, Физулинский район, Азербайджан